# Ellaidhoo
Ellaidhoo is een van de formeel onbewoonde eilanden van het Alif Alif-atol behorende tot de Maldiven. Het ligt 56 kilometer van de hoofdstad Malé. Het eiland is in gebruik als resorteiland. Op het eiland bevinden zich verschillende vakantiewoningen, alsmede een tennisbaan. Ook is er een souvenirwinkel.